# Football Club Midtjylland 2011-2012
Questa voce raccoglie le informazioni riguardanti il Football Club Midtjylland nelle competizioni ufficiali della stagione 2011-2012. 

## Rosa
| N. |                      | Ruolo | Calciatore                  |
| -- | -------------------- | ----- | --------------------------- |
| 1  | Danimarca (bandiera) | P     | Jonas Lössl                 |
| 14 | Danimarca (bandiera) | P     | Jakob Haugaard              |
| 2  | Germania (bandiera)  | D     | Mark Møller                 |
| 3  | Germania (bandiera)  | D     | Kolja Afriyie               |
| 5  | Danimarca (bandiera) | D     | Martin Albrechtsen          |
| 6  | Danimarca (bandiera) | D     | Jesper Juelsgård Kristensen |
| 15 | Danimarca (bandiera) | D     | Jesper Lauridsen            |
| 18 | Danimarca (bandiera) | D     | Erik Sviatchenko            |
| 20 | Croazia (bandiera)   | D     | Kristijan Ipša              |
| 26 | Danimarca (bandiera) | D     | Jesper Bøge Pedersen        |
| 31 | Danimarca (bandiera) | D     | Morten Koch Nielsen         |
| 32 | Danimarca (bandiera) | D     | Kristian Bak Nielsen (C)    |
| 8  | Danimarca (bandiera) | C     | Jonas Borring               |
| 9  | Danimarca (bandiera) | C     | Jakob Poulsen               |
| 11 | Danimarca (bandiera) | C     | Danny Olsen                 |
| 17 | Danimarca (bandiera) | C     | Mads Winther Albæk          |

| N. |                        | Ruolo | Calciatore                 |
| -- | ---------------------- | ----- | -------------------------- |
| 21 | Danimarca (bandiera)   | C     | Kasper Kirkegaard Hansen   |
| 27 | Nigeria (bandiera)     | C     | Adigun Taofeek Salami      |
| 36 | Nigeria (bandiera)     | C     | Rilwan Olanrewaju Hassan   |
| 40 | Nigeria (bandiera)     | C     | Jacob Olayemi Ogunleye     |
| 41 | Danimarca (bandiera)   | C     | Rasmus Christensen         |
| 42 | Nigeria (bandiera)     | C     | Semiu Olaniyi Oladiti      |
| 43 | Nigeria (bandiera)     | C     | Izunna Uzochukwu           |
| 10 | Paesi Bassi (bandiera) | A     | Tim Janssen                |
| 22 | Danimarca (bandiera)   | A     | Mads Hvilsom               |
| 30 | Nigeria (bandiera)     | A     | Babajide Collins Babatunde |
| 39 | Nigeria (bandiera)     | A     | Jude Ikechukwu Nworuh      |
| 44 | Nigeria (bandiera)     | A     | Sylvester Igboun           |